# Lobocleta imbellis
Lobocleta imbellis là một loài bướm đêm trong họ Geometridae.